# 羅瑟爾布倫格拉本河

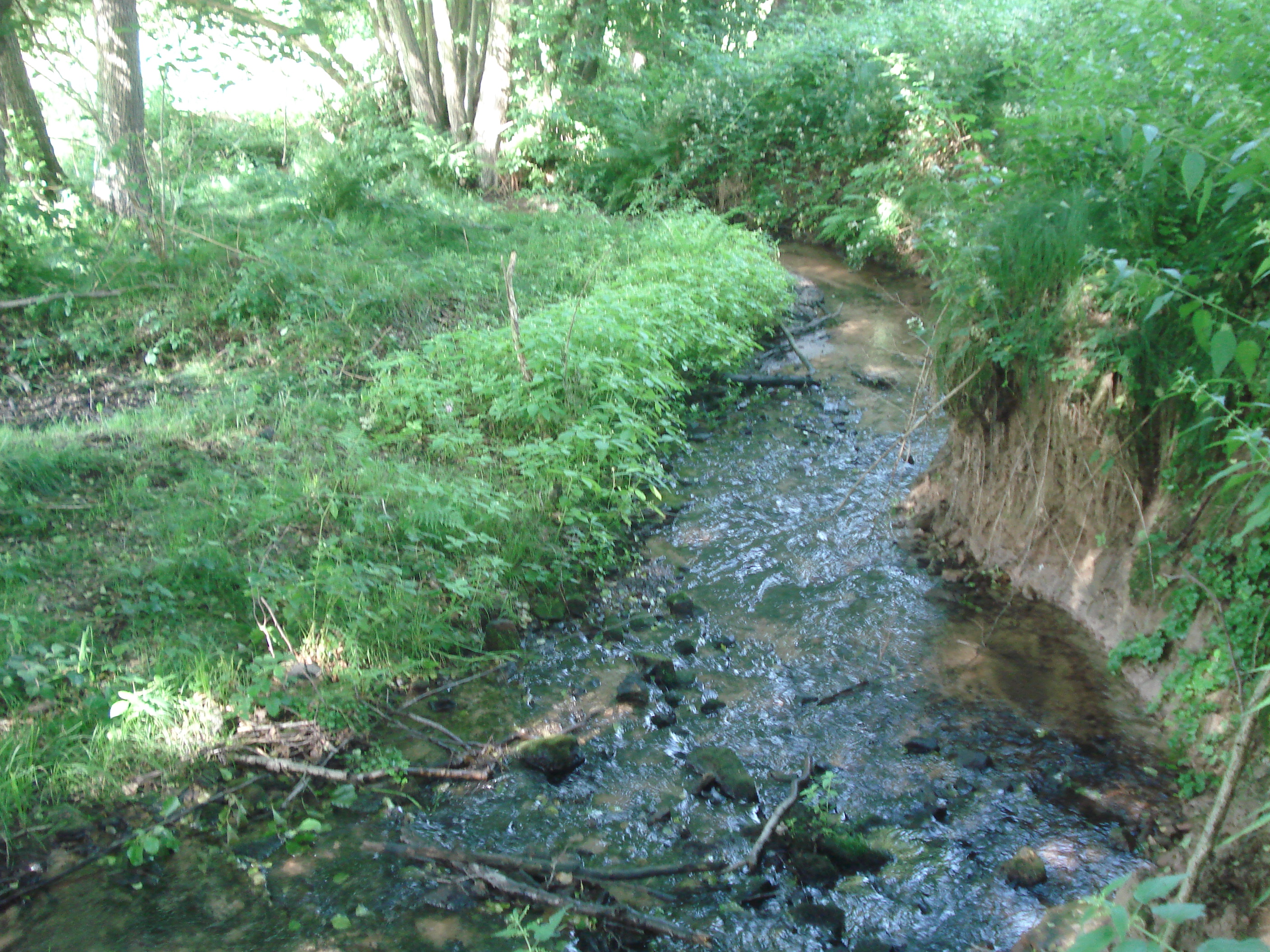

49°50′19.22″N 9°16′20.79″E / 49.8386722°N 9.2724417°E
羅瑟爾布倫格拉本河（德語：Rosselbrunngraben），是德國的河流，位於該國東南部，由巴伐利亞負責管轄，屬於埃爾薩瓦河的左支流，河道全長3.1公里，流域面積6平方公里。